# Mundare
Mundare ist eine Kleinstadt in Zentral-Alberta im Lamont County. Sie liegt 70 km östlich von Edmonton und 24 km westlich von Vegreville, an der Kreuzung von Highway 15 und Highway 855, 2 km  nördlich des Yellowhead Highway. Die Gleise der Canadian National Railway verlaufen durch die Stadt.
Der Beaverhill Lake liegt südwestlich der Stadt, und der Elk Island National Park befindet sich 30 km westlich von Mundare.

## Geschichte
Mundare wurde nach William Mundare, einem Bahnhofsbeamten, benannt. Im Juli 2007 feierte die Stadt ihr 100-jähriges Bestehen mit einem dreitägigen Fest.

## Demografie
Bei der von Statistics Canada durchgeführten Volkszählung 2016 verzeichnete die Stadt Mundare eine Bevölkerung von 852 Einwohnern in insgesamt 390 Privatwohnungen, was einer Veränderung von −0,4 % gegenüber 2011 darstellte, als die Bevölkerung  855 Einwohner betrug. Mit einer Landfläche von 4,21 km² hatte es 2016 eine Bevölkerungsdichte von 202 pro km².

## Sehenswürdigkeiten
In Mundare befindet sich das Museum der Basilianer des hl. Josaphat, das die Geschichte der ukrainischen Siedlung und der Mission der Basilianer in Ost-Alberta darstellt. Es beherbergt eine einzigartige Sammlung von liturgischen Büchern aus der Ukraine aus dem 16. und 17. Jahrhundert. Hier befindet sich auch die größte Statue einer Knoblauchwurst der Welt (Kielbassa oder Kovbasa), deren Bau und Aufstellung rund 120.000 Dollar gekostet hat.

## Söhne und Töchter der Stadt
- Albert Bandura (1925–2021), Psychologe